# イアン・フィッツパトリック
イアン・フィッツパトリック（Ian Fitzpatrick、1994年8月25日 - ）は、アイルランドのラグビー選手。

## プロフィール
- アイルランド・ダブリン出身[1]。
- ポジションはウィング(WTB)。
- 身長 183cm、体重 85kg
- U20アイルランド代表に選ばれたことがある。

## 略歴
2021年、東京五輪の7人制アイルランド代表に選ばれた。